# Kleinkemnat
Kleinkemnat ist ein Ortsteil und Kirchdorf der kreisfreien Stadt Kaufbeuren im bayerischen Allgäu. Das Kirchdorf ist etwa vier Kilometer nordwestlich der Stadt gelegen und hat etwa 300 Einwohner, mehr als das benachbarte Großkemnat. Der Ortsteil Ölmühlhang wird statistisch zu Kleinkemnat gezählt.

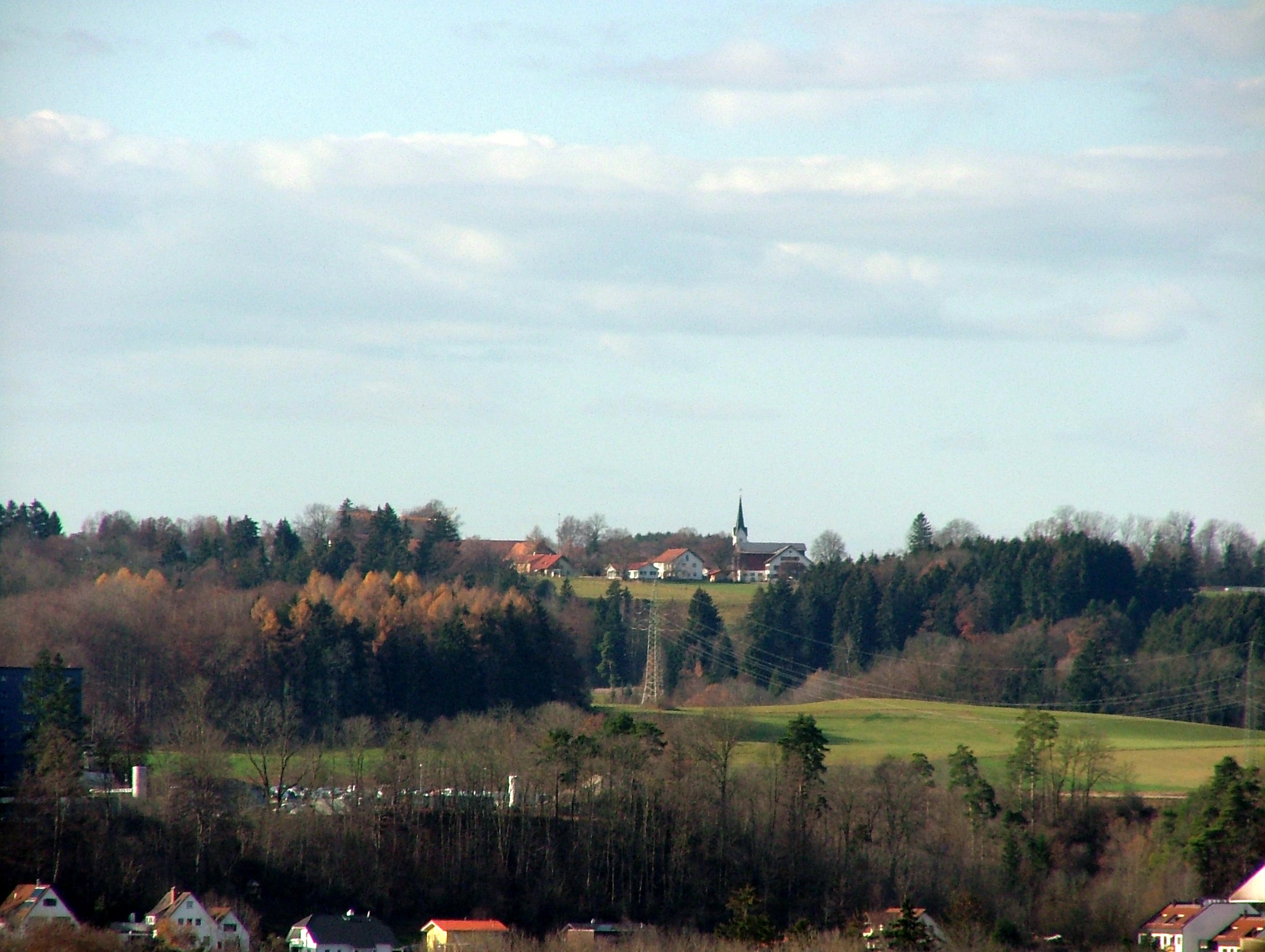
Blick auf Kleinkemnat

## Geschichte
In der Nähe von Kleinkemnat stand die Burg des ehemaligen mittelalterlichen Herrschaftssitzes Großkemnat, errichtet um 1185 durch die Herren von Apfeltrang (Afiltranc). Der bedeutendste Vertreter dieses Geschlechts war Volkmar II., genannt der Weise, verheiratet mit Mechthild von Arbon. Er war Stadtgründer von Arbon, Stadtvogt von Konstanz, Stifter des Zisterzienserinnenklosters Oberschönenfeld und Erzieher des letzten Stauferkönigs Konradin von Hohenstaufen. Mehrere Minnesänger waren zu seiner Zeit Gast auf der Burg.
Die Herren von Ramschwag, ein Adels- und Rittergeschlecht aus dem Kanton St. Gallen, hielten die Burg von 1280 bis 1373.
Später nahm das schwäbische Geschlecht der Benzenauer seinen Wohnsitz auf der Burg. Simprecht von Benzenau verkaufte die Herrschaft schließlich samt Gerichtsbarkeit an das Kloster Kempten. Im Zuge der Säkularisation der Klöster wurde die Burg 1805 geschleift. Ein Rest des Bergfrieds ist erhalten (er wird irrtümlich als „Römerturm“ bezeichnet) und ist ein beliebtes Ausflugsziel der Kaufbeurer. Im Jahre 1985 feierte Kemnat das 800-jährige Jubiläum der Burg.
Seit dem Reichsdeputationshauptschluss von 1803 gehört der Ort zu Bayern. Im Jahr 1818 entstand durch das Gemeindeedikt des Königs Max I. Joseph die Gemeinde Kleinkemnat.
Kleinkemnat wurde im Zuge der Gebietsreform am 30. Juni 1972 nach Oberbeuren eingemeindet und zusammen mit diesem und der Gemeinde Hirschzell einen Tag später in die kreisfreie Stadt Kaufbeuren eingegliedert.

## Denkmäler
In der bayerischen Denkmalliste sind folgende Objekte aus Kleinkemnat eingetragen:
- die katholische Pfarrkirche St. Stephan (der Chor ist aus dem 15. Jahrhundert, das Langhaus und die Sakristei von 1726, der Kirchturm von 1883),
- das zugehörige Pfarrhaus und
- ein Grenzstein aus dem Jahr 1598 (südöstlich der ehemaligen Ölmühle).

## Infrastruktur
Auf dem Gemarkungsgebiet von Kleinkemnat befindet sich ein Wasserschutzgebiet für die Wasserversorgung von Kaufbeuren.

### Imkerschule
Kleinkemnat ist überörtlich besonders durch die seit 1976 dort ansässige „Imkerschule Schwaben“ bekannt.

### Freiwillige Feuerwehr
Da Kleinkemnat der vom Stadtgebiet am weitesten entfernte Stützpunkt des Stadtfeuerwehrverbandes Kaufbeuren ist, blieb die „Freiwillige Feuerwehr Kleinkemnat“ auch nach der Eingemeindung als eigenständige Feuerwehr erhalten, mit eigenem Kommandant und Feuerwehrverein, Löschfahrzeug, Feuerwehrhaus und Spezialausrüstung zur Heustockbrand-Bekämpfung im gesamten Gebiet Kaufbeuren.

## Weitere Vereine
- Gartenbauverein
- In einem Waldstück zwischen Kaufbeuren und Kleinkemnat liegt ein Parcours des Bogenschießclubs „BSC Buronen“ Kaufbeuren e. V.
- 1924/25 gründete sich in Kemnat ein Theaterverein (heute Theaterverein Burgspiele Kemnat e. V.), der bei den Resten der mittelalterlichen Burg Kemnat seit Mitte der 1980er Jahre wieder alle paar Jahre größere Freilichttheaterstücke aufführt und alljährlich einen „Tag auf der Burg“ veranstaltet.
- D' Kemnater Musikanten e. V.